# Mazanki (Zalewo)

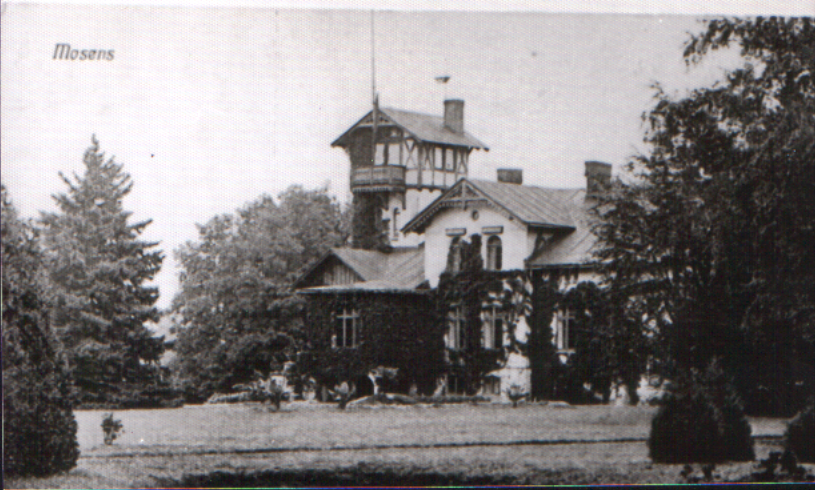
Ehemaliges Herrenhaus des Ritterguts Mosens, Postkarte um 1900

Mazanki [ma'zaŋki] (deutsch Mosens) ist ein Dorf in der Woiwodschaft Ermland-Masuren im nordöstlichen Polen. Der Ort gehört zur Gmina Zalewo im Powiat Iławski.

## Geographie
Mazanki liegt in der Moränenlandschaft des Oberlands, etwa fünf Kilometer östlich von Zalewo. Durch den Ort führt die Straße, die Zalewo über Jaśkowo mit der Europastraße 77 verbindet. 

## Geschichte
Mosens wurde durch den Deutschen Orden als Gut eines Kleinen Freien gegründet. Die erste urkundliche Erwähnung stammt aus dem Jahre 1322, als der Komtur von Christburg Luther von Braunschweig  den Verkauf von (allen) zehn Hufen in Mosens (Mosancz) durch Heinrich Brandenburg an einen Bulmann bestätigt. Diese Urkunde existiert aus unbekannten Gründen in einer zweiten Ausfertigung aus dem Jahr 1326.
Fritzenhof: Im Mittelalter gab es im Westen der heutigen Gemarkung noch das Gut Fritzenhof (Friczenhoff), das vom Deutschen Orden im Jahre 1311 ebenfalls als Gut von zehn Hufen eines Kleinen Freien namens Friedrich gegründet wurde. Zu einem unbekannten Zeitpunkt ist Fritzenhof wüstgefallen und seine Ländereien wurden vom Gut Mosens übernommen. Allerdings taucht dieser Besitz noch im Jahre 1848 in der Statistik für den Regierungsbezirk Königsberg unter dem Namen Zehnhuben (adliges Vorwerk zum adligen Gut Mosens) auf.
Im 19. Jahrhundert hatte Mosens den Status eines Gutsbezirks. Der Gutsbezirk Mosens wurde 1874 dem Amtsbezirk Terpen im Kreis Mohrungen unterstellt. Durch eine Gebietsreform wurde der Gutsbezirk Mosens 1928 aufgelöst und mit dem bisherigen Gutsbezirk Gergehnen zur Gemeinde Gergehnen vereinigt. Diese Verwaltungszugehörigkeit hatte bis 1945 Bestand.
Im Jahre 1861 erwarb Alan Mac Lean of Coll das 317 Hektar große Gut von der Familie von Korff für 76000 Taler. Sein Vorfahre Archibald musste als Jakobit aus Schottland emigrieren und ließ sich in Danzig nieder. Alans Motiv für den Kauf von Mosens war, dass er sich kurz zuvor mit Marie Glüer verlobt hatte, der Schwester des Eigentümers von Gergehnen. McLean ließ ein neues Herrenhaus vom Hamburger Architekten Ernst Glüer, seinem Schwager, errichten, von dem aus er von 1883 bis 1895 den Geschäften eines Amtsvorsteher des Amtsbezirks Terpen nachging. Dort starb er im Jahre 1911. Der Besitz ging über seine Tochter Martha an Fritz von der Groeben über, der den Besitz in der Wirtschaftskrise nach dem Ersten Weltkrieg nicht mehr halten konnte.  
Das Gut wurde 1931 aufgelöst und auf ca. 20 Kleinbauernstellen aufgeteilt, die noch heute das Ortsbild von Mazanki prägen. Bis 1945 gab es im Ort eine einklassige Volksschule.
Nach dem Zweiten Weltkrieg wurde der Ort zunächst in Mosiądz, 1946 schließlich in Mazanki umbenannt. Vom ehemaligen Gut existieren heute nur noch einige Wirtschaftsgebäude. Das Herrenhaus ist verschwunden. Der Gutspark, der nach Ausweis des Messtischblatts 2184 als englischer Landschaftsgarten gestaltet war, wird heute als Wiese genutzt. Heute bildet Mazanki ein eigenes Schulzenamt in der Gmina Zalewo, zu dem keine weiteren Ortschaften gehören.